# Trận Ascalon
Trận Ascalon diễn ra vào ngày 12 tháng 8 năm 1099, và thường được coi là trận chiến cuối cùng của cuộc Thập tự chinh đầu tiên.

## Bối cảnh
Quân viễn chinh đã thương lượng với Triều Fatimid của Ai Cập về chuyến hành trình đến Jerusalem, nhưng không đạt được sự thỏa hiệp nào, Triều đình Fatimid đã sẵn sàng từ bỏ quyền kiểm soát Syria nhưng không chịu từ bỏ Palestina, nhưng điều này là không thể chấp nhận đối với quân viễn chinh vì mục tiêu của họ là Nhà thờ Thánh Sepulchre tại Jerusalem. Jerusalem đã bị chiếm từ triều Fatimid ngày 15 tháng 7 năm 1099, sau khi một cuộc bao kéo vây dài, và ngay lập tức quân viễn chinh biết được rằng một đội quân Fatimid đang trên đường tới tấn công họ.
Quân viễn chinh đã hành động một cách nhanh chóng. Godfrey của Bouillon được nhận danh hiệu Người bảo vệ Thánh Sepulchre vào ngày 22 tháng 7 và Arnulf của Chocques, trở thành giáo trưởng của Jerusalem vào ngày 01 tháng 8, ông này phát hiện ra một di tích của Thập tự giá liêng thiêng vào ngày 05 tháng 8. Sứ giả của Triều Fatimid đến nơi và yêu cầu quân viễn chinh phải rời khỏi Jerusalem nhưng họ đã bỏ ngoài tai. Ngày 10 tháng 8 Godfrey dẫn đầu lực lượng thập tự quân còn lại ra khỏi Jerusalem và hướng tới Ascalon, Một ngày tháng ba đi, trong khi Peter Hermit dẫn đầu các giáo sĩ Công giáo và Chính thống Byzantine trong một đám rước và cầu nguyện từ Nhà thờ Thánh Sepulchre đến Đền đá. Robert II của Flanders và Arnulf đi kèm với Godfrey, nhưng Raymond IV của Toulouse và Robert của Normandy lại ở lại, có thể là họ lại có một cuộc tranh cãi với Godfrey hoặc vì họ thích nghe về quân đội Ai Cập từ các chư hầu của mình. Khi sự hiện diện của Ai Cập đã được xác nhận, họ cũng đã hành quân ngày tiếp theo. Ở gần Ramla, họ đã gặp được Tancred và Eustace, em trai của Godfrey, những người đã ở lại để chiếm lấy Nablus trong tháng trước. Theo sau người đứng đầu quân đội, Arnulf mang di tích của thập giá, trong khi Raymond của Aguilers mang các di tích của Cây giáo thần vốn đã được phát hiện tại Antiochia trong năm trước.

## Trận đánh
Quân của Triều Fatima được dẫn đầu bởi tể tướng al-Afdal Shahanshah, người lúc này chỉ huy có lẽ có đến 50.000 quân (các ước tính khác là khoảng từ 20-30.000 đến 200.000 người theo phóng đại của Gesta Francorum). Quân đội của ông bao gồm người Thổ Seljuq, người Ả Rập, Ba Tư, Armenia, người Kurd và Ethiopia. Ông có ý định bao vây quân viễn chinh ở Jerusalem, mặc dù ông đã không mang theo các thiết bị máy móc công thành. Tuy nhiên có một hạm đội, cũng lắp ráp tại cảng Ascalon. Số lượng chính xác của quân viễn chinh là không rõ, nhưng số lượng được đưa ra bởi Raymond của Aguilers là 1.200 hiệp sĩ và 9.000 lính bộ binh. Con số ước tính cao nhất là 20.000 người nhưng điều này là chắc chắn không thể ở giai đoạn này của cuộc thập tự chinh. Al-Afdal đóng trại ở vùng đồng bằng al-Majdal trong một thung lũng ở bên ngoài Ascalon, chuẩn bị để tiếp tục hành quân đến Jerusalem và bao vây quân viễn chinh ở đó, dường như ông không biết được rằng quân viễn chinh đang tiến tới để tấn công ông ta. Ngày 11 tháng 8 của quân viễn chinh thấy các đàn bò, cừu, lạc đà và dê tụ tập xung quanh doanh trại của quân đội Fatimid, họ chăn thả gia súc bên ngoài thành phố. Theo những tù binh bị bắt bởi Tancred trong cuộc giao tranh ở gần Ramla, Các con vật này được mang đi với tác dụng là khuyến khích quân viễn chinh giải tán hàng ngũ để cướp bóc, làm cho triều Fatimid có thể tấn công dễ dàng hơn. Tuy nhiên, al-Afdal vẫn chưa biết được quân viễn chinh đã xuất hiện trong khu vực của mình và rõ ràng không mong chờ đợi họ. Và những con vật này đã tiếp tục xuất phát cùng với họ vào sáng hôm sau, làm cho quân đội của họ dường như đông hơn nhiều so với thực tế.
Vào sáng ngày 12, trinh sát thập tự quân báo cáo về vị trí của trại Fatima và Thập tự quân đã hành quân về phía nó. Trong thời gian hành quân, quân viễn chinh đã được tổ chức thành chín lộ binh: Godfrey chỉ huy bên cánh trái, Raymond bên cánh phải, và Tancred, Eustace, Robert của Normandie và Gaston IV của Béarn tạo thành cánh trung quân, họ được chia thành hai đơn vị nhỏ hơn và một đơn vị bộ binh lại hành quân trước một đơn vị kỵ binh. Sự sắp xếp này cũng được sử dụng như là đội hình chiến đấu ở bên ngoài Ascalon, với cánh trung quân của quân Thập tự chinh ở giữa Jerusalem và cổng Jaffa, cánh phải ra đến tận bờ biển Địa Trung Hải và cánh trái đối diện với cổng Jaffa.Theo hầu hết các tài liệu (cả từ phía thập tự quân và người Hồi giáo), quân Fatima đã bị tấn công mà không kịp chuẩn bị trước và trận chiến diễn ra chỉ trong một thời gian rất ngắn, nhưng Albert của Aix lại nói rằng cuộc chiến kéo trong một số thời gian khá dài và quân đội Ai Cập đã được chuẩn bị khá tốt. Lực lượng chính của hai bên giao chiến với nhau bằng cung tên cho đến khi họ tiến vào đủ để chiến đấu tay đôi bằng giáo và các vũ khí cầm tay khác. Người Ethiopia tấn công vào đội hình trung tâm của Thập tự quân và đội quân tiên phong của triều đình Fatima đã có thể dùng mưu lừa quân viễn chinh và bao quanh hậu đội của họ cho đến khi Godfrey đến để giải cứu. Mặc dù có thế mạnh số đông, quân đội của al-Afdal lại dường như không thiện chiến và nguy hiểm bằng các đội quân Seljuq mà quân viễn chinh đã gặp phải trước đó.
Cuộc chiến có vẻ như đã kết thúc trước kỵ binh hạng nặng Fatima chuẩn bị để nhập cuộc. Al-Afdal và quân đội của ông ta quá hoảng sợ và bỏ chạy về phía thành phố vốn đã được tăng cường phòng ngự; Raymond đuổi theo và một số trong số họ chạy ra biển, những người khác leo lên cây và bị giết bằng cung tên, trong khi một số khác nữa lại bị dẫm đạp trong cuộc rút lui trở lại các cánh cổng của thành phố Ascalon. Al-Afdal bỏ lại doanh trại phía sau mình cùng với các đồ vật quý báu của ông ta, và cái trại này đã bị chiếm bởi Robert và Tancred. Không rõ Thập tự quân thiệt hại bao nhiêu người nhưng người Ai Cập mất khoảng 10-12.000 người.

## Hậu quả
Quân viễn chinh nghỉ ngơi qua đêm ở trong chiếc trại bị bỏ lại và chuẩn bị cho một cuộc tấn công khác, nhưng vào buổi sáng họ đã thấy rằng quân Fatimid đã rút lui về Ai Cập, Al-Afdal bỏ chạy bằng tàu. Họ đã cướp phá nhiều như họ có thể mang, bao gồm cả các lều trại và các đồ dùng cá nhân của al-Afdal và đốt bỏ các phần còn lại. Họ trở về Jerusalem vào ngày 13 và sau nhiều lễ kỷ niệm chiến thắng cả Godfrey và Raymond đều tuyên bố sẽ chiếm Ascalon. Khi đơn vị đồn trú biết được sự tranh chấp giữa hai người, họ đã tuyên bố từ chối đầu hàng. Sau trận đánh, hầu như tất cả quân viễn chinh còn lại đều trở về nhà của họ ở châu Âu, ý nguyện hành hương của họ đã hoàn thành. Có lẽ chỉ còn vài trăm hiệp sĩ ở lại tại Jerusalem vào cuối năm đó, nhưng họ đã dần dần được củng cố bởi quân viễn chinh mới, lấy cảm hứng từ sự thành công của cuộc thập tự chinh ban đầu.
Mặc dù trận chiến Ascalon là một chiến thắng của quân thập tự chinh, thành phố này vẫn nằm trong quyền kiểm soát của Triều đình Fatimid và cuối cùng nó lại được tăng cường các đơn vị đồn trú. Nó trở thành căn cứ hoạt động cho các cuộc xâm lược vào Vương quốc Jerusalem những năm sau đó và nhiều trận giao chiến lại xảy ra ở đó trong những năm tiếp theo, cho đến năm 1153 khi cuối cùng quân viễn chinh đã chiếm được nó trong Cuộc vây hãm Ascalon. Cuộc Thập tự chinh đầu tiên đã thành công trong việc thiết lập các "Thành bang thập tự chinh" như Edessa, Antioch, Jerusalem và Tripoli tại Palestina và Syria. Trở về nhà ở Tây Âu, những người sống sót từ Jerusalem được coi là những anh hùng. Robert của Flanders đã được mệnh danh là Hierosolymitanus để vinh danh những cống hiến của ông. Cuộc đời của Godfrey của Bouillon đã trở thành huyền thoại ngay chỉ sau khi ông chết một vài năm. Trong một số trường hợp, tình hình chính trị tại quê nhà đã bị ảnh hưởng rất nhiều bởi sự vắng mặt của những đại quý tộc khi họ phải tham gia thập tự chinh. Ví dụ trong khi Robert Curthose tham gia vào một cuộc thập tự chinh, ngai vàng của nước Anh đã được truyền cho người anh em của ông, Henry I của Anh và kết quả tất yếu của cuộc xung đột giữa họ đã dẫn đến Trận Tinchebray trong năm 1106.
Trong khi đó, việc thành lập các Thành bang thập tự chinh ở phía đông đã giúp giảm bớt áp lực của người Seljuk vào Đế quốc Byzantine, họ đã lấy lại được một số lãnh thổ của mình ở vùng Anatolia với sự giúp đỡ của quân thập tự chinh và họ đã có một khoảng thời gian tương đối hòa bình và thịnh vượng trong thế kỷ 12. Ảnh hưởng của các triều đại Hồi giáo ở phía đông là ngấm dần dần nhưng cực kỳ quan trọng. Sau cái chết của Malik Shah I trong năm 1092 các bất ổn chính trị và làm phân chia Đế quốc Đại Seljuk, đã gây sức ép bắt người Byzantine phải kêu gọi viện trợ từ Đức Giáo hoàng, và họ cũng đã ngăn chặn được sự hung hăng và bành trướng của các tiểu quốc Latin. Sự hợp tác giữa họ là rất ít ỏi trong nhiều thập kỷ, nhưng từ khi từ Ai Cập cho đến Syria tới Baghdad đều đứng lên hưởng ứng lời kêu gọi trục xuất quân Thập tự chinh, đỉnh điểm là cuộc tái chiếm Jerusalem dưới sự chỉ huy của Saladin vào cuối thế kỷ 12 khi Vương triều Ayyubid đã thống nhất được các khu vực xung quanh Palestina.